# Alopen
Alopen (Alopan'a, Olopuen, Olopan, Aluoben, chinois simplifié : 阿罗本 ; chinois traditionnel : 阿羅本 ; pinyin : Āluóběn) est un prêtre nestorien, originaire de Perse qui vint en Chine en 635 afin d'y introduire le christianisme. 
D'après Peter Yoshiro Saeki dans un ouvrage de 1937, son nom pourrait être la traduction chinoise d'Abraham. Alexis Balmont, dans son étude de 2025, propose plutôt une transcription chinois du nom perse Artaban. 
Moine syriaque de l'Église de l'Orient, il vint de Perse en empruntant la route de la soie et la Tartarie et arriva à Ch’ang-an pour être accueilli par l'empereur Taizong des Tang. L'empereur lui accorda sa tolérance et demanda que les livres chrétiens soient traduits pour la bibliothèque impériale. Cette tolérance et celle de ses successeurs lui permit de fonder l'Église nestorienne en Chine.
Par la suite, le patriarche Mar Ichoyahb II put envoyer des prédicateurs. L'empereur suivant, Tang Gaozong conféra à Alopen le titre de « gardien de la grande doctrine ».
Comme le relate la stèle nestorienne, il fit construire une église à Chang'an en 638.